# Pauken

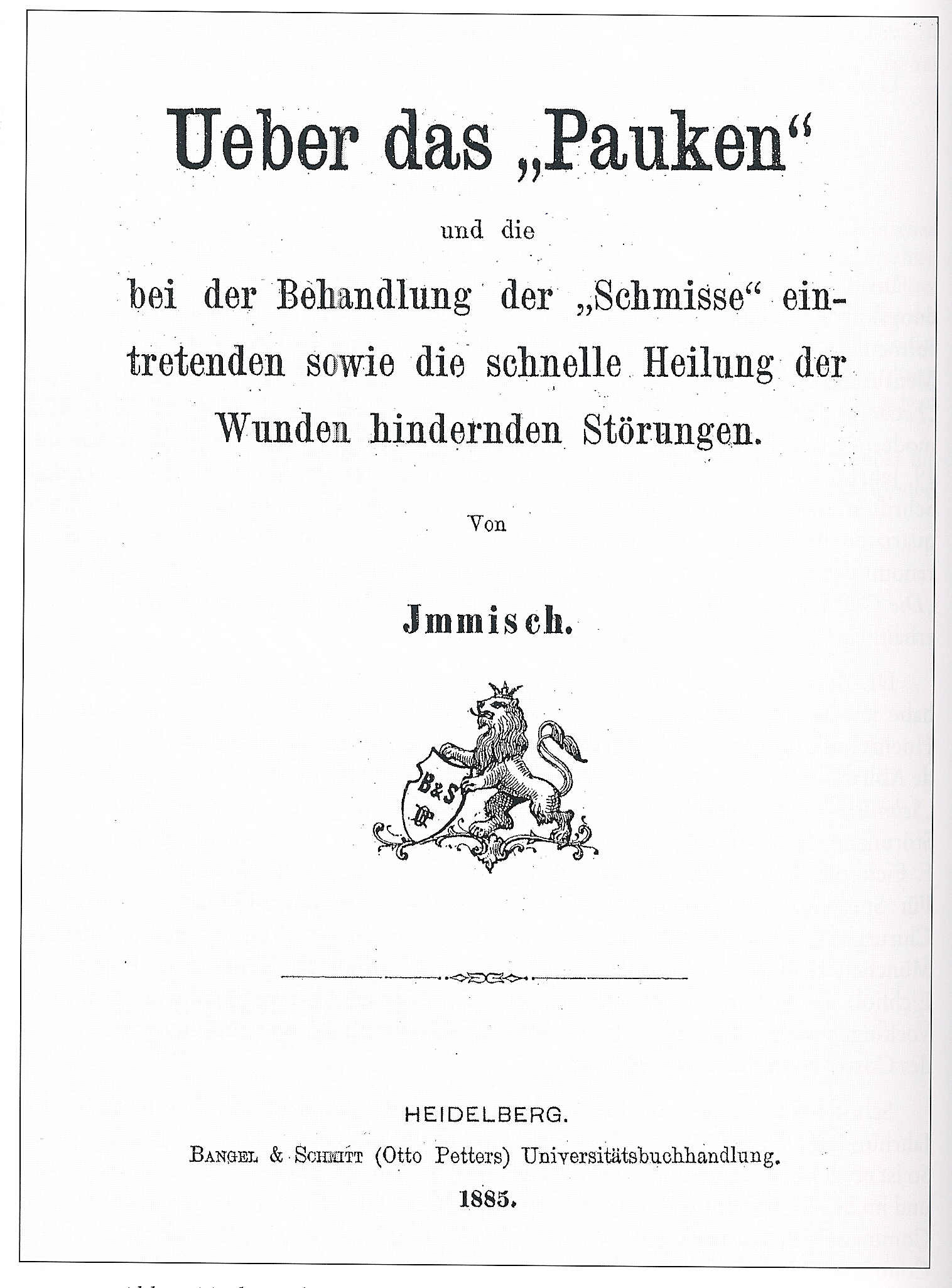
Titelblatt einer medizinischen Veröffentlichung von Friedrich Immisch

Als Pauken  bezeichnet man das Erlernen und Einüben des Akademischen Fechtens bei schlagenden Studentenverbindungen. Der Begriff steht mittlerweile im übertragenen Sinne für  intensives und mechanisches Lernen oder Auswendiglernen vor einer Prüfung.

## Etymologie
Pauken kommt vom mittelhochdeutschen Wort pûken und bedeutet ursprünglich „schlagen“. Im 18. Jahrhundert wurde unter pauken noch sowohl eine Schlägerei als auch ein Raufduell verstanden. Bis in die erste Hälfte des 19. Jahrhunderts wurde vorwiegend das Fechten mit scharfen Waffen, das heißt die Mensur selbst, Pauken genannt. Diese Bedeutung ist noch in vielen zusammengesetzten Ausdrücken erhalten, die die Mensur betreffen, wie zum Beispiel in Paukbrille, Paukarzt, Pauklokal oder Pauktag.
Die Verengung der Bedeutung auf das Üben erfolgte erst in der zweiten Hälfte des 19. Jahrhunderts. Noch später wurde hieraus in der Studentensprache das (Auswendig-)Lernen von Lernstoff in der Schule oder an der Universität abgeleitet.

## Einüben des Fechtens
Beim Pauken wird während der sogenannten Paukstunde unter Berücksichtigung des jeweiligen Paukcomments die Technik des akademischen Fechtens erlernt. Dazu werden Paukschläger mit stumpfer Klinge und weitere Schutzmaßnahmen, insbesondere ein Paukhelm verwendet.
Bei pflichtschlagenden und fakultativ schlagenden Verbindungen ist das Pauken für die aktiven Mitglieder vorgeschrieben, bei freischlagenden ist es freigestellt. Die Paukstunden werden durch den Fechtchargierten organisiert.

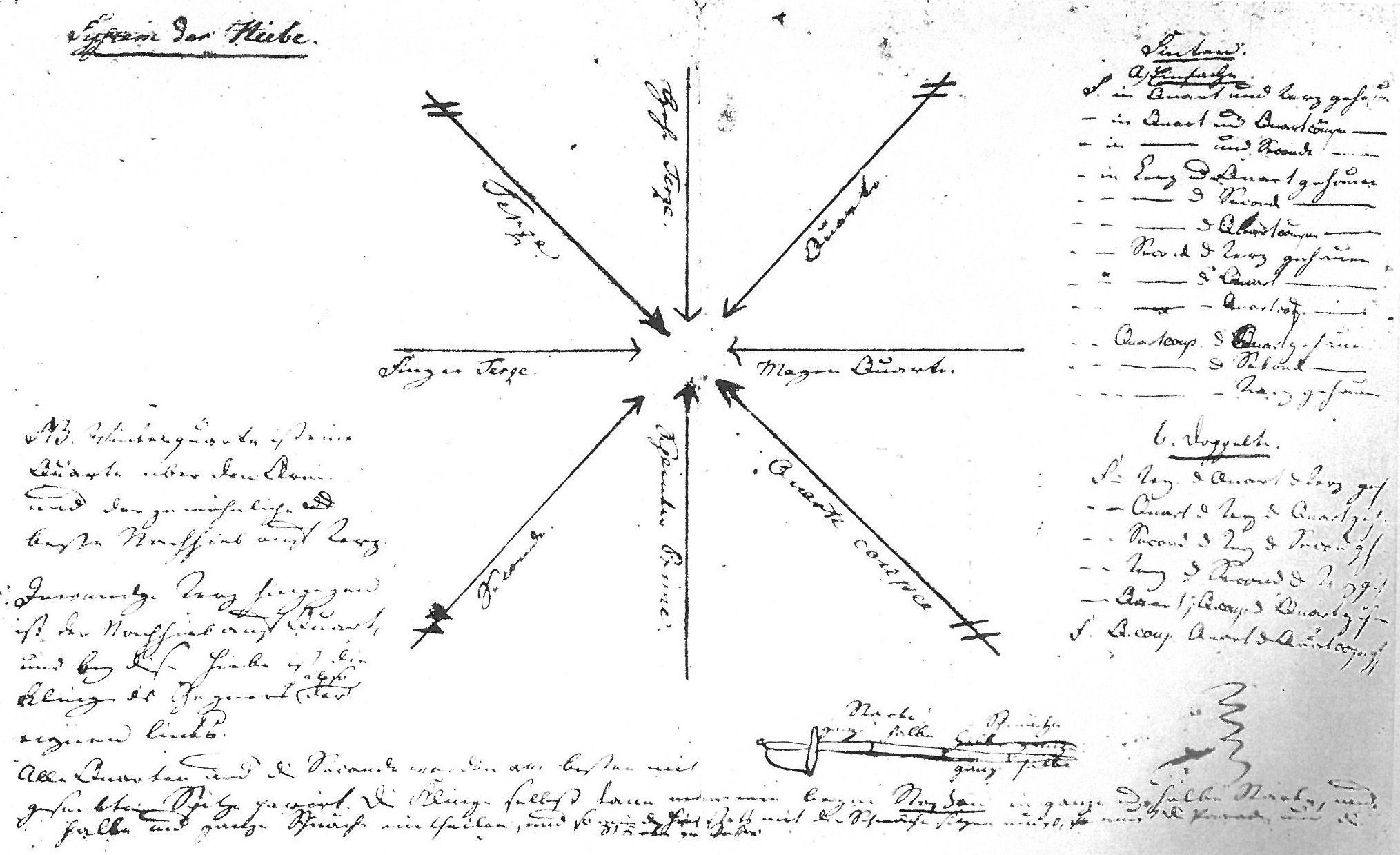
Theodor Körners System der Hiebe
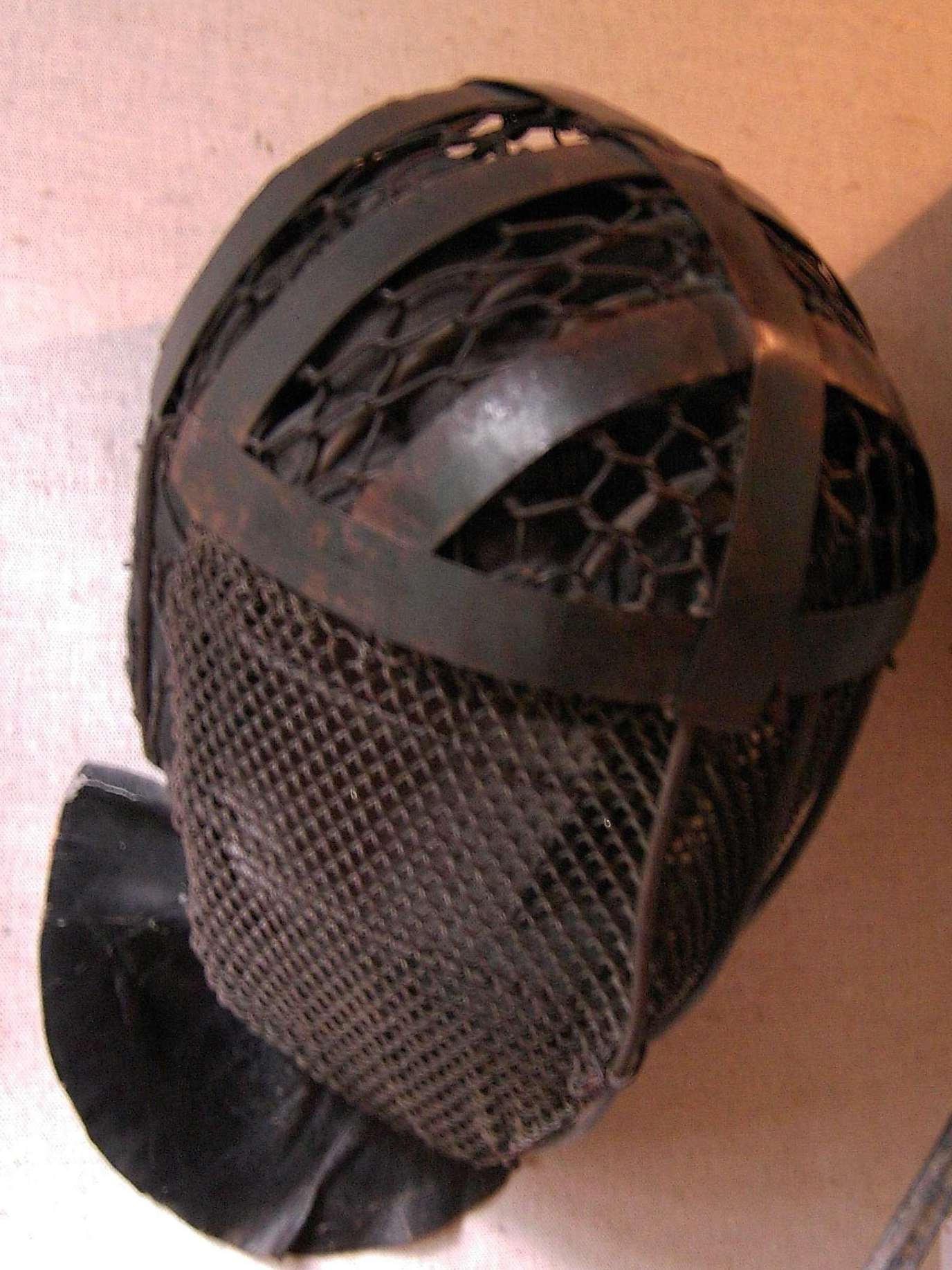
Historischer Paukhelm
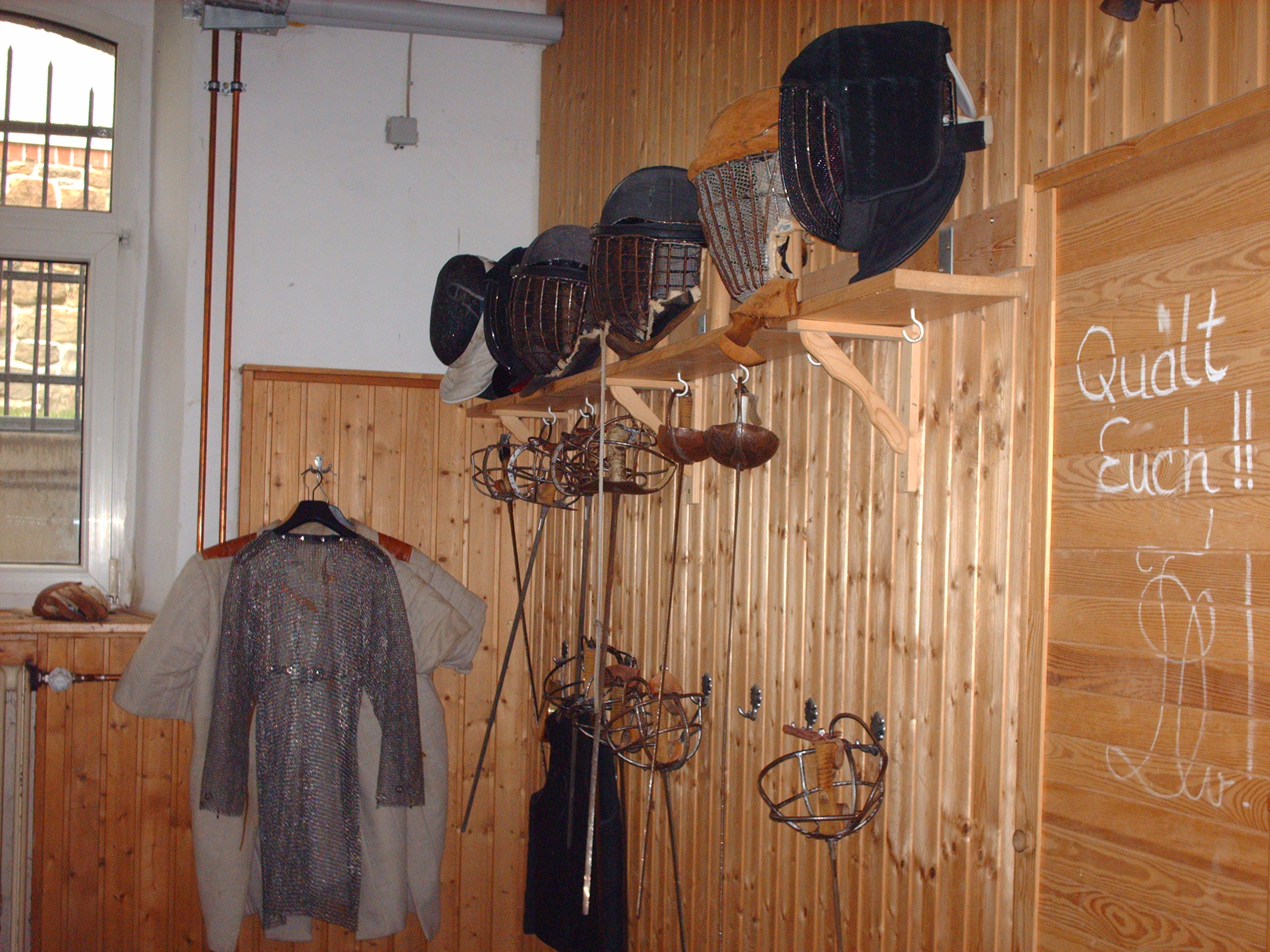
Paukraum der Landsmannschaft Darmstadtia Gießen
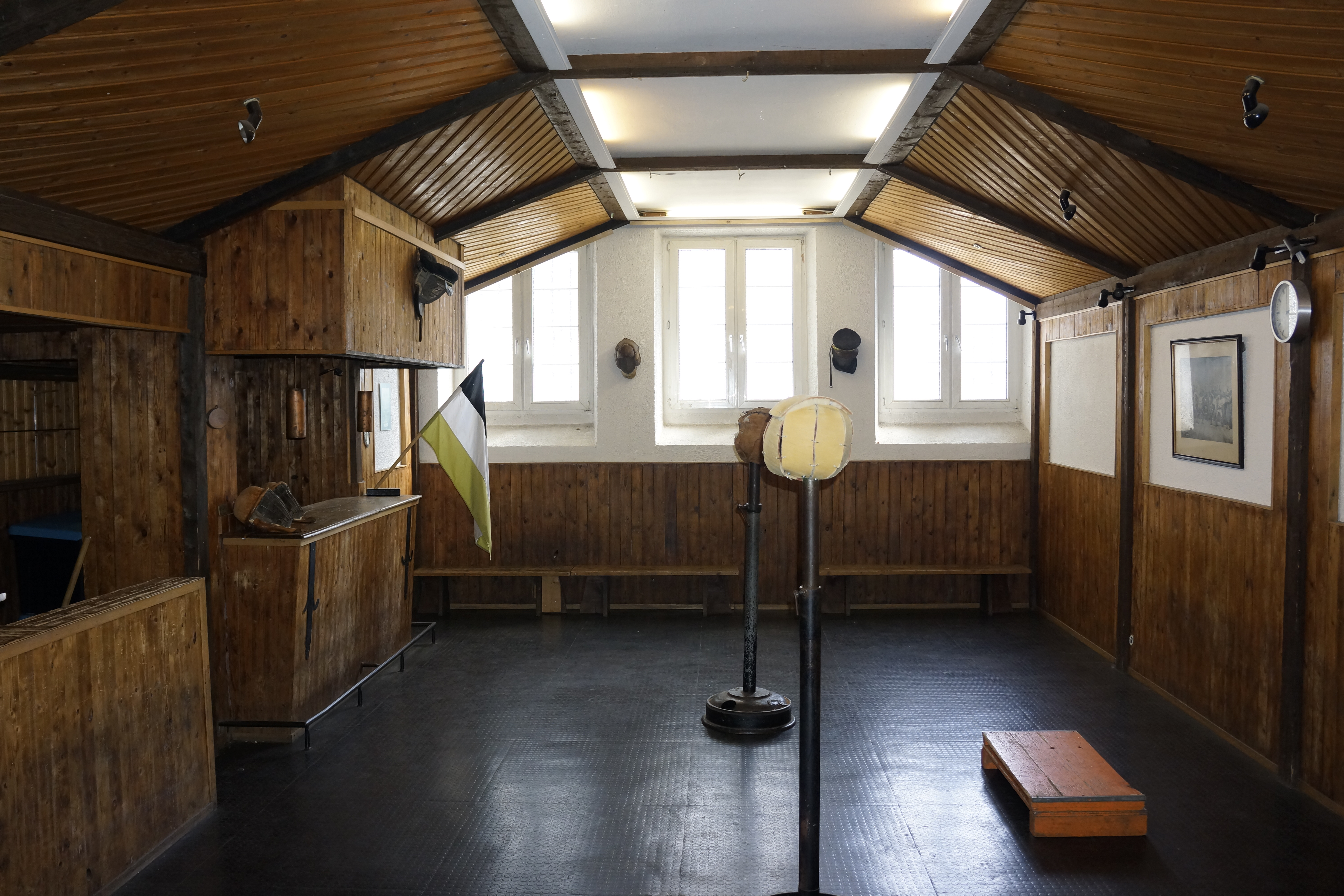
Paukboden des Corps Franconia Darmstadt